# Delart
A Delart Estúdios Cinematográficos (também conhecida como Delart Rio, Delart TV, Delart Cine, Rivaton Studios e De La Riva Studios) é um estúdio de dublagem brasileiro fundado em 1985. Atualmente está localizado no bairro da Tijuca, com sede no Rio de Janeiro. Foi um dos primeiros estúdios do tipo no Brasil e foi fundado por Carlos de la Riva que foi um dos pioneiros na dublagem de filmes no país, antes trabalhou na Espanha e nos Estados Unidos. Após os encerramentos das atividades na Herbert Richers, se tornou o maior estúdio de dublagem da América Latina, e hoje trabalha para todas as mídias, incluindo cinema e televisão.

## História
Em 1960, seu filho, Carlos de la Riva Sáez, dá início às atividades no Brasil, através de um estúdio montado dentro da antiga TV Rio. Em 1972, o estúdio foi fundado por Carlos de la Riva como Tecnisom. Originalmente a empresa se radicou no Museu de Arte Moderna. Anos mais tarde a Tecnisom mudara para a Rua Eliseu Visconti no bairro do Catumbi. Em 1985, o estúdio mudou de nome e virou Delart, e anos depois muda para o bairro da Tijuca. Atualmente Sérgio De La Riva, filho do fundador Carlos de la Riva, é dono e gerente de produção da Delart.
Dubla para todos os grandes estúdios 20th Century Studios, Universal Pictures, Sony Pictures, Warner Bros. Paramount Pictures, DreamWorks, HBO, Netflix, Imagem Filmes, Diamond Filmes, LionsGate. Além disso, ela dubla para séries e desenhos animados exibidos nos canais Universal, Cartoon Network, Boomerang, MTV Brasil, Rede Globo, Disney, AMC, History Channel, entre outros.
Em 2008 a Delart inaugurou o "Rivaton", um moderno estúdio de mixagens para cinema.
Também no ano de 2008 a Delart começou a passar por constantes processos de auditoria, para se enquadrar as politicas de segurança internacional do MPAA e se tornando mais uma vez a pioneira na adequação de seus estúdios as regras internacionais de segurança física e digital no Brasil.
Em agosto de 2018, inaugurou a primeira sala de mixagem comercial para o formato Dolby Atmos Theatrical da América Latina.
Em 2020, devido a pandemia de COVID-19, passou também a fazer dublagens de forma remota, ao que, em sua crítica para o Dublagem Brasileira, Izaías Correia notou um "deslize inevitável" na captação do áudio de Enola Holmes, uma das primeiras produções dubladas no formato: "em muitas cenas um ouvido mais treinado vai conseguir perceber algumas diferenças de captação de áudio. (...) O ritmo do filme é bem ágil com encontros e desencontros que dão um ritmo bem bacana à produção, a dublagem em nada deixa a desejar nesse quesito."

## Dublagens (lista parcial)

### Filmes
Em ordem alfabética e por ano decrescente de lançamento

#### Década de 2020
2020
| Título            | Título em português       | Nota |
| ----------------- | ------------------------- | --- |
| Bad Boys for Life | bra: Bad Boys para Sempre | |
| Enola Holmes      |                           | Uma das primeiras produções que teve a captação do áudio também feita de forma remota devido pandemia de COVID-19 |
|                   | O Homem Invisível         | |

#### Década de 2010
2019
| Título                                     | Título em português                 | Nota |
| ------------------------------------------ | ----------------------------------- | ---- |
| 1917                                       |                                     |      |
| After                                      |                                     |      |
| Alita: Battle Angel                        | bra/prt: Alita: Anjo de Combate     |      |
| The Dark Knight                            | bra: Batman: O Cavaleiro das Trevas |      |
| Dark Phoenix                               | bra: X-Men: Fênix Negra             |      |
| Ford v Ferrari                             |                                     |      |
|                                            | Godzilla II: Rei dos Monstros       |      |
| How to Train Your Dragon: The Hidden World | bra: Como Treinar o Seu Dragão 3    |      |
| Joker                                      | bra: Coringa                        |      |
| Jojo Rabbit                                |                                     |      |
| Midsommar                                  |                                     |      |
| Us                                         | Nós                                 |      |
| Rocketman                                  |                                     |      |
| Shazam!                                    |                                     |      |
| Spider-Man: Far From Home                  | bra: Homem-Aranha: Longe de Casa    |      |

2018
| Título                        | Título em português                     | Nota |
| ----------------------------- | --------------------------------------- | ---- |
| Bohemian Rhapsody             | bra/prt: Bohemian Rhapsody              |      |
| Bumblebe                      |                                         |      |
| A Star Is Born                | bra: Nasce Uma Estrela                  |      |
| Deadpool 2                    |                                         |      |
| Love, Simon                   | bra: Com Amor, Simon                    |      |
| Mission: Impossible – Fallout | bra: Missão Impossível – Efeito Fallout |      |
| Ocean's 8                     | bra: Oito Mulheres e Um Segredo         |      |
| Rampage                       | bra: Rampage: Destruição Total          |      |
| Red Sparrow                   | bra: Operação Red Sparrow               |      |
| Venom                         |                                         |      |

2017
| Título                         | Título em português                    | Nota |
| ------------------------------ | -------------------------------------- | ---- |
| Baby Driver                    | bra: Em Ritmo de Fuga                  |      |
| Blade Runner 2049              |                                        |      |
| Despicable Me 3                | bra: Meu Malvado Favorito 3            |      |
| Dunkirk                        |                                        |      |
| A Dog's Purpose                | bra: Quatro Vidas de um Cachorro       |      |
| Fifty Shades Darker            | Cinquenta Tons Mais Escuros            |      |
| Get Out                        | bra: Corra                             |      |
| It                             | bra: It – A Coisa                      |      |
| Kingsman: The Golden Circle    | bra/prt: Kingsman: O Círculo Dourado   |      |
| The Shape of Water             | bra/prt: A Forma da Água               |      |
| Spider-Man: Homecoming         | bra: Homem-Aranha: De Volta ao Lar     |      |
|                                | Transformers: O Último Cavaleiro       |      |
| War for the Planet of the Apes | bra/prt: Planeta dos Macacos: A Guerra |      |
| Wonder                         | bra: Extraordinário                    |      |

2016
| Título                                      | Título em português                | Nota |  |
| ------------------------------------------- | ---------------------------------- | ---- |  |
| Arrival                                     | bra: A Chegada                     |      |  |
| The Conjuring 2                             | bra: Invocação do Mal 2            |      |  |
| 10 Cloverfield Lane                         | bra: Rua Cloverfield]]             |      |  |
| The 5th Wave                                | bra: A 5.ª Onda                    |      |  |
| Deadpool                                    |                                    |      |  |
| Finding Dory                                | bra: Procurando Dory               |      |  |
| The Girl on the Train                       | bra: A Garota no Trem              |      |  |
| La La Land                                  |                                    |      |  |
| Miss Peregrine's Home for Peculiar Children | bra: O Lar das Crianças Peculiares |      |  |
| Me Before You                               | bra: Como Eu Era Antes de Você     |      |  |
| Neighbors 2: Sorority Rising                | bra: Vizinhos 2                    |      |  |
| Passengers                                  | bra/prt: Passageiros               |      |  |
| Sausage Party                               | bra: Festa da Salsicha             |      |  |
| X-Men: Apocalypse                           | bra/prt: X-Men: Apocalipse         |      |  |

2015
| Título                                | Título em português                          | Nota |
| ------------------------------------- | -------------------------------------------- | ---- |
| Burnt                                 | bra: Pegando Fogo                            |      |
| The Divergent Series: Insurgent       | bra: A Série Divergente: Insurgente          |      |
| Fantastic Four                        | bra/prt: Quarteto Fantástico                 |      |
| In the Heart of the Sea               | bra: No Coração do Mar                       |      |
| Joy                                   | bra: Joy: O Nome do Sucesso                  |      |
| Jurassic World                        | bra: Jurassic World: O Mundo dos Dinossauros |      |
| Maze Runner: The Scorch Trials        | bra: Maze Runner: Prova de Fogo              |      |
| Paper Towns                           | bra/prt: Cidades de Papel                    |      |
| The Hunger Games: Mockingjay - Part 2 | bra: Jogos Vorazes: A Esperança - O Final    |      |
|                                       | A Visita                                     |      |

2014
| Título                                | Título em português                       | Nota |
| ------------------------------------- | ----------------------------------------- | ---- |
|                                       | A Culpa É das Estrelas                    |      |
| Lucy                                  |                                           |      |
| The Hunger Games: Mockingjay – Part 1 | bra: Jogos Vorazes: A Esperança – Parte 1 |      |

2013
| Título        | Título em português            | Nota |
| ------------- | ------------------------------ | ---- |
| The Conjuring | bra: Invocação do Mal          |      |
|               | O Hobbit: A Desolação de Smaug |      |
| Pacific Rim   | bra: Círculo de Fogo           |      |

2012
| Título                                    | Título em português                         | Nota |
| ----------------------------------------- | ------------------------------------------- | ---- |
| The Hobbit: An Unexpected Journey         | bra: O Hobbit: Uma Jornada Inesperada       |      |
| House at the End of the Street            | bra: A Última Casa da Rua                   |      |
| The Twilight Saga: Breaking Dawn - Part 2 | bra: A Saga Crepúsculo: Amanhecer - Parte 2 |      |

2011
| Título                          | Título em português                                    | Nota |
| ------------------------------- | ------------------------------------------------------ | ---- |
| The Girl with the Dragon Tattoo | bra: Millennium - Os Homens Que Não Amavam as Mulheres |      |

### Seriados
2016
| Título          | Título em português | Nota |
| --------------- | ------------------- | ---- |
| Stranger Things |                     |      |